# Rosanna DeSoto
Rosanna DeSoto (San Jose (Californië), 2 september 1950) is een Amerikaans actrice.

## Biografie
DeSoto is een dochter van Mexicaanse ouders uit Michoacán de Ocampo. Zij heeft gestudeerd aan de San José State University in San Jose, en studeerde af in Spaanse literatuur en drama. Tijdens haar tijd op de universiteit werd zij actief als actrice in lokale theaters. 
DeSoto begon in 1972 met acteren in de televisieserie Cannon. Hierna heeft zij nog meerdere rollen gespeeld in televisieseries en films zoals Barney Miller (1975-1979), La Bamba (1987), Stand and Deliver (1988), Star Trek VI: The Undiscovered Country (1991) en The Bold and the Beautiful (2001). In 1989 won zij een Film Independent Spirit Award in de categorie Best Actrice in een Bijrol voor haar rol in de film Stand and Deliver. 
DeSoto was tweemaal getrouwd en heeft uit elk huwelijk een dochter.

## Filmografie

### Films
Uitgezonderd korte films.
- 2005 Once Upon a Wedding – als Sonia
- 2001 Wooly Boys – als Martinez
- 2000 Mambo Café – als Carmen
- 1999 The 24 Hour Woman – als Linda
- 1998 Thicker Than Blood – als Señora
- 1997 Invasion – als Nancy Ochoa
- 1995 Kissing Miranda – als Carmen Ortega
- 1992 Child of Rage – als Doris
- 1991 Star Trek VI: The Undiscovered Country – als Azetbur
- 1989 Family Business – als Elaine
- 1989 Face of the Enemy – als Neilofar Mobbasser
- 1988 Stand and Deliver – als Fabiola Escalante
- 1987 La Bamba – als Connie Valenzuela
- 1986 Jackals – als Manuela
- 1986 About Last Night... – als Mevr. Lyons
- 1983 Women of San Quentin – als Adela Reynosa
- 1982 Cannery Row – als Ellen Sedgewick
- 1981 Three Hundred Miles for Stephanie – als Lydia
- 1980 Serial – als Maria
- 1979 The In-Laws – als Evita

### Televisieseries
Uitgezonderd eenmalige gastrollen.
- 2001 The Bold and the Beautiful – als Liliana Dominguez – 6 afl.
- 1992 Melrose Place – als Delia Saldana – 2 afl.
- 1986 The Redd Foxx Show – als Diana Olmos – 7 afl.
- 1985 Punky Brewster – als Rita J. Sanchez – 2 afl.
- 1978 Barney Miller – als Elena Elezando – 2 afl.
- 1978 A.E.S. Hudson Street – als verpleegster Rosa Santiago – 5 afl.

- International Standard Name Identifier: 0000 0000 4632 540X
- Library of Congress Control Number: nr00004230
- Nationale Bibliotheek van Tsjechië: osd2013758907
- Nationale Bibliotheek van Israël: 987007337091405171
- Virtual International Authority File: 36753449
- WorldCat: E39PBJy8tm9tR9kXwx6PgWJ7HC